# وزامیکول
وزامیکول (انگلیسی: Vesamicol) دارویی است که همچنان در دست بررسی می‌باشد. این دارو با مهار برداشت استیل کولین به درون وزیکول‌های سیناپسی و کاهش رهاسازی استیل کولین، اثر آنتی کولینرژیک خود را به صورت پیش سیناپسی انجام می‌دهد.

## مکانیسم اثر
این دارو را می‌توان به عنوان آنتاگونیست فیزیولوژیک کولینرژیک طبقه‌بندی کرد، زیرا فعالیت نورون‌های کولینرژیک را به طور چشمگیری کاهش می‌دهد، اما بر روی گیرنده‌های پس سیناپسی اثر ندارد. وزامیکول باعث مهار غیر رقابتی و برگشت‌پذیر انتقال دهنده‌های درون سلولی استیل کولین می‌شود. این گیرنده‌ها مسئول حمل استیل کولینی که به تازگی ساخته شده است به درون وزیکول‌های ترشحی پایانه‌های عصبی پیش سیناپسی هستند. این انتقال با واسطه نیروی حاصل از شیب غلظت پروتون بین اندامک‌های سلولی و سیتوپلاسم انجام می‌شود. این مسئله باعث می‌شود وزیکول‌هایی که خالی هستند با غشاهای نورونی ادغام شوند و در نتیجه رهایش استیل کولین کاهش می‌یابد.